# Time-Limited Error Recovery
Time-Limited Error Recovery (TLER) deutsch zeitbeschränkte Fehlerkorrektur, bezeichnet die einer Festplatte zur Verfügung stehende Zeit, um eine Fehlerkorrektur durchzuführen. Die Bezeichnung TLER wird für Western-Digital-Festplatten verwendet. Ähnliche Technologien der Mitbewerber, welche dieselbe Funktion erfüllen, nennen sich Error Recovery Control (ERC) bei Seagate oder Command Completion Time Limit (CCTL) bei Samsung und Hitachi.
Taucht bei Schreib-/Lesevorgängen ein defekter Sektor auf, so versucht eine Festplatte das Problem selbst zu lösen und den defekten Sektor zu überspringen. Dieser Vorgang kann mitunter viele Sekunden oder Minuten dauern. Ist die Festplatte zusammen mit anderen Festplatten zu einem RAID-Array zusammengefasst, so wird sie meist durch den RAID-Controller nach acht Sekunden aus dem Array entfernt und als defekt markiert, wenn sie den Fehler bis zu diesem Zeitpunkt nicht beheben konnte. Die Folge davon sind höhere Materialkosten und ein weniger sicheres Array. An diesem Punkt greift TLER ein: Bekommt die Festplatte den Fehler innerhalb von sieben Sekunden nicht selbst in den Griff (daher „zeitbeschränkt“), so „bittet“ sie den RAID-Controller um Unterstützung bei der Fehlerbehebung. Das zu frühe Auswerfen der Festplatte aus dem Array kann dadurch abgewendet werden.
Daher unterscheiden sich die voreingestellten Werte für die zeitbeschränkte Fehlerkorrektur bei Desktopfestplatten und Festplatten für den Servereinsatz im Auslieferungszustand. Western Digital hatte eine Software namens WDTLER.EXE zur Konfiguration dieses Wertes als Download angeboten. Diese ist nicht mehr im Downloadbereich der offiziellen Webseite zu finden. Das Tool ist allerdings nach wie vor auf diversen anderen Webseiten und in Foren zum Download verfügbar.